# 古拉姆·阿扎姆
古拉姆·阿扎姆（1922年11月7日—2014年10月23日），是孟加拉国最大的伊斯兰政党“伊斯蘭大會黨”的精神领袖，曾于1969年至2000年间出任伊斯兰大会党领导。2013年，阿扎姆被孟加拉国战争罪法庭判处90年监禁，阿扎姆被法庭认定是1971年孟加拉独立战争期间发生的暴行的策划者；这个判决导致孟加拉各地发生暴力事件，其间发生阿扎姆支持者与执法人员对峙的情形。
2014年10月23日，阿扎姆因中風逝世，享年91歲。